# Liste der Bahnhöfe der S-Bahn Hamburg

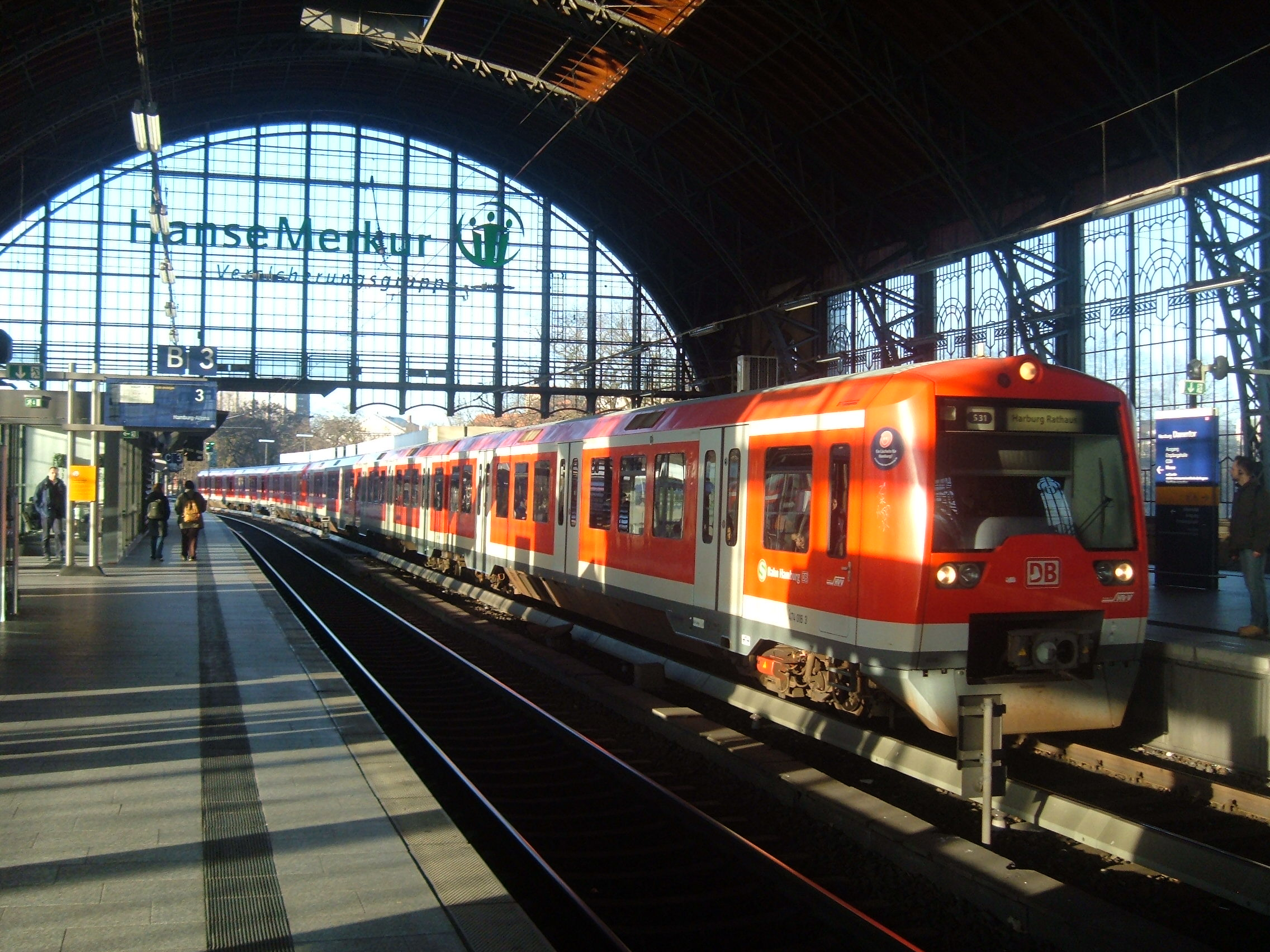
Zug der Baureihe 474 im Bahnhof Dammtor

Die Liste der Bahnhöfe der S-Bahn Hamburg stellt eine allgemeine Übersicht über alle Bahnhöfe und Haltepunkte der Hamburger S-Bahn im Netz des Hamburger Verkehrsverbundes auf. Auf einem Streckennetz von rund 144 Kilometern Länge befinden sich 70 Stationen, woraus sich ein durchschnittlicher Stationsabstand von 2.087 Metern ergibt. An elf Bahnhöfen besteht eine Umsteigemöglichkeit zur Regionalbahn, fünf davon – Altona, Bergedorf, Dammtor, Harburg und Hauptbahnhof – sind zusätzlich auch Fernverkehrshalte.
Ein Bahnhof ist auch Halt der Linie A1 der AKN Eisenbahn. Ebenso besteht an neun Bahnhöfen eine Umsteigemöglichkeit zu den Linien der Hamburger U-Bahn. 15 Bahnhöfe befinden sich außerhalb des Hamburger Stadtgebiets.

## Bahnhöfe
Die Liste ist folgendermaßen aufgebaut:
- Bahnhof (Kürzel) & Karte: Name des S-Bahnhofs, das Kürzel im Betriebsstellenverzeichnis sowie eine Lagekarte
- Eröffnung: Jahr der Eröffnung bzw. Umstellung der Station auf S-Bahn-Betrieb, dabei wird keine Unterscheidung zwischen dem Wechselstrombetrieb von 1907 bis 1955 sowie dem Gleichstrombetrieb 1939 gemacht.
- Bezirk/Ort: Bezirk bzw. Ort außerhalb Hamburgs, in der sich der Bahnhof befindet, letztere sind kursiv aufgeführt
- PK: Preisklasse der DB Station&Service.
- Strecke: Strecke, an der sich die Station befindet
- Linien: S-Bahn-Linien, die die Station bedienen
- Umstieg: U-Bahn-, AKN- sowie Fernbahn- und Regionalbahnlinien, zu denen an der Station umgestiegen werden kann
- Angabe zur Barrierefreiheit
- Sehenswürdigkeiten & öffentliche Einrichtungen: Sehenswürdigkeiten und öffentliche Gebäude in der näheren Umgebung
- Bild: Bild des Bahnhofs

Fett markierte Bahnhöfe verfügen über Gleiswechsel- oder Kehranlagen. Grau unterlegte Stationen befinden sich in Tunnellage; der Hauptbahnhof verfügt über einen Bahnsteig in der Haupthalle sowie einen in der separaten Tunnelstation, beide haben nach Linien getrennte Gleise bei gleicher Durchfahrtsrichtung. Der tarifliche Vorsatz Hamburg wird bei den Bahnhöfen ausgelassen.
| Bahnhof (Kürzel) Karte                                                | Eröffnung S-Bahn | Bezirk/ Ort (kursiv)                | PK | Strecke                                                    | Linien      | Umstieg                                                          | Barriere- freier Zugang                                                     | Sehenswürdigkeiten öffentliche Einrichtungen | Bild                                |
| --------------------------------------------------------------------- | ---------------- | ----------------------------------- | -- | ---------------------------------------------------------- | ----------- | ---------------------------------------------------------------- | --------------------------------------------------------------------------- | --- | ----------------------------------- |
| Agathenburg (AABG) 53° 33′ 53″ N, 9° 31′ 48″ O                        | 9. Dez. 2007     | Agathenburg                         | 6  | Niederelbebahn                                             | S5          |                                                                  | Ja                                                                          | Schloss Agathenburg | Agathenburg                         |
| Allermöhe (AALH) 53° 29′ 25″ N, 10° 9′ 31″ O                          | 30. Mai 1999     | Bergedorf                           | 4  | Berliner Bahn                                              | S2          |                                                                  | Ja                                                                          | | Allermöhe                           |
| Alte Wöhr (Stadtpark) (AAW) 53° 35′ 51″ N, 10° 2′ 8″ O                | 28. Apr. 1931    | Hamburg-Nord                        | 4  | Verbindungsbahn                                            | S1          |                                                                  | Ja                                                                          | bis 1969: Stadtpark mit Freilichtbühne | Alte Wöhr                           |
| Altona (AAS) 53° 33′ 7″ N, 9° 56′ 4″ O                                | 1. Okt. 1907     | Altona                              | 1  | Blankeneser Bahn City-S-Bahn Kieler Bahn Verbindungsbahn   | S1 S2 S3    | RE6, RB71                                                        | Ja                                                                          | Ehemalige Königliche Eisenbahndirektion Altona, Altonaer Rathaus, Altonaer Museum, Altonaer Theater                                                                             | Altona                              |
| Aumühle (AAMS) 53° 31′ 48″ N, 10° 18′ 53″ O                           | 1. Juni 1969     | Aumühle                             | 4  | Berliner Bahn                                              | S2          | RB11                                                             | Ja                                                                          | Sachsenwald, Fürst-Bismarck-Mühle, Bahnmuseum Lokschuppen Aumühle | Aumühle                             |
| Bahrenfeld (ABAF) 53° 33′ 36″ N, 9° 54′ 38″ O                         | 29. Jan. 1908    | Altona                              | 4  | Blankeneser Bahn                                           | S1          |                                                                  | Ja                                                                          | | Bahrenfeld                          |
| Barmbek (ABAP) 53° 35′ 15″ N, 10° 2′ 38″ O                            | 1. Okt. 1907     | Hamburg-Nord                        | 4  | Verbindungsbahn                                            | S1          | U3                                                               | Ja                                                                          | Museum der Arbeit, Schneiderad des Elbtunnelbohrers TRUDE | Barmbek                             |
| Bergedorf (ABG S) 53° 29′ 24″ N, 10° 12′ 23″ O                        | 1. Juni 1958     | Bergedorf                           | 3  | Berliner Bahn                                              | S2          | RE1                                                              | Ja                                                                          | Schloss Bergedorf, Alter Bahnhof Bergedorf, Bahnhof Bergedorf Süd, Bille-Bad | Bergedorf                           |
| Berliner Tor (ABTS) 53° 33′ 10″ N, 10° 1′ 27″ O                       | 1. Okt. 1907     | Hamburg-Mitte                       | 3  | Berliner Bahn Verbindungsbahn                              | S1 S2 S5    | U2 U3 U4                                                         | Nein (nur die U-Bahn)                                                       | HAW Hamburg, Hauptfeuerwache Berliner Tor | Berliner Tor                        |
| Billwerder-Moorfleet (ABWM) 53° 30′ 57″ N, 10° 5′ 47″ O               | 1. Juni 1958     | Bergedorf Hamburg-Mitte             | 5  | Berliner Bahn                                              | S2          |                                                                  | Nein                                                                        | | Billwerder-Moorfleet                |
| Blankenese (AB) 53° 33′ 52″ N, 9° 48′ 54″ O                           | 29. Jan. 1908    | Altona                              | 3  | Blankeneser Bahn                                           | S1          |                                                                  | Ja                                                                          | Treppenviertel, Amtsgericht Blankenese | Blankenese                          |
| Buxtehude (ABX) 53° 28′ 14″ N, 9° 41′ 17″ O                           | 9. Dez. 2007     | Buxtehude                           | 3  | Niederelbebahn                                             | S5          | RE5, RB33                                                        | Ja                                                                          | Buxtehuder Altstadt | Buxtehude                           |
| Dammtor (Messe/CCH) (ADST) 53° 33′ 39″ N, 9° 59′ 23″ O                | 1. Okt. 1907     | Eimsbüttel Hamburg-Mitte            | 2  | Verbindungsbahn                                            | S2 S5       | RE7, RE70, RB61                                                  | Ja, südliches Bahnsteigende und Aufgang                                     | Messe, Congress Center Hamburg, Universität Hamburg, Planten un Blomen, Alter Botanischer Garten                                                                                | Dammtor                             |
| Diebsteich (ADT) 53° 34′ 5″ N, 9° 56′ 4″ O                            | 22. Feb. 1962    | Altona                              | 5  | Kieler Bahn                                                | S3 S5       |                                                                  | Nein                                                                        | | Diebsteich                          |
| Dollern (ADR) 53° 32′ 45″ N, 9° 33′ 28″ O                             | 9. Dez. 2007     | Dollern                             | 6  | Niederelbebahn                                             | S5          |                                                                  | Ja                                                                          | | Dollern                             |
| Eidelstedt (AEST) 53° 35′ 46″ N, 9° 54′ 23″ O                         | 26. Sep. 1965    | Eimsbüttel                          | 3  | Kieler Bahn                                                | S3 S5       | A1                                                               | Ja                                                                          | | Eidelstedt                          |
| Elbbrücken (AELB) 53° 32′ 5″ N, 10° 1′ 29″ O                          | 15. Dez. 2019    | Hamburg-Mitte                       | 4  | Harburger S-Bahn                                           | S3 S5       | U4                                                               | Ja                                                                          | | Elbbrücken                          |
| Elbgaustraße (AEGS) 53° 36′ 10″ N, 9° 53′ 35″ O                       | 26. Sep. 1965    | Altona Eimsbüttel                   | 4  | Kieler Bahn                                                | S3 S5       |                                                                  | Ja                                                                          | | Elbgaustraße                        |
| Fischbek (AFIB) 53° 28′ 29″ N, 9° 49′ 13″ O                           | 9. Dez. 2007     | Harburg                             | 6  | Niederelbebahn                                             | S5          |                                                                  | Ja                                                                          | | Fischbek                            |
| Friedrichsberg (AFBG) 53° 34′ 35″ N, 10° 3′ 27″ O                     | 1. Okt. 1907     | Hamburg-Nord                        | 4  | Verbindungsbahn                                            | S1          |                                                                  | Ja                                                                          | Bahnhofsgebäude von 1906 | Friedrichsberg                      |
| Halstenbek (AHKS) 53° 37′ 50″ N, 9° 50′ 20″ O                         | 23. Sep. 1967    | Halstenbek                          | 4  | Kieler Bahn                                                | S3          |                                                                  | Ja                                                                          | | Halstenbek                          |
| Hamburg Airport (Flughafen) (AAI) 53° 37′ 56″ N, 10° 0′ 23″ O         | 12. Dez. 2008    | Hamburg-Nord                        | 4  | Flughafen-S-Bahn                                           | S1          |                                                                  | Ja                                                                          | Flughafen | Hamburg Airport                     |
| Hammerbrook (City Süd) (AHAB) 53° 32′ 47″ N, 10° 1′ 26″ O             | 25. Sep. 1983    | Hamburg-Mitte                       | 4  | Harburger S-Bahn                                           | S3 S5       |                                                                  | Ja, südlicher Zugang, Straße Sachsenfeld                                    | | Hammerbrook                         |
| Harburg (AHRS) 53° 27′ 23″ N, 9° 59′ 30″ O                            | 25. Sep. 1983    | Harburg                             | 2  | Harburger S-Bahn                                           | S3 S5       | RE3, RE4, RE5, RB31, RB41                                        | Ja                                                                          | | Harburg                             |
| Harburg Rathaus (AHRF) 53° 27′ 38″ N, 9° 58′ 53″ O                    | 25. Sep. 1983    | Harburg                             | 3  | Harburger S-Bahn                                           | S3 S5       |                                                                  | Ja                                                                          | Bezirksamt Harburg, Archäologischen Museum Hamburg (Helms-Museum) | Harburg Rathaus                     |
| Hasselbrook (AHSB) 53° 33′ 53″ N, 10° 3′ 21″ O                        | 1. Okt. 1907     | Hamburg-Mitte Wandsbek              | 3  | Verbindungsbahn                                            | S1          | RB81                                                             | Ja (nur S-Bahn)                                                             | | Hasselbrook                         |
| Hauptbahnhof (AHS) Lage                                               | 1. Okt. 1907     | Hamburg-Mitte                       | 1  | Berliner Bahn City-S-Bahn Harburger S-Bahn Verbindungsbahn | S1 S2 S3 S5 | RE1, RE3, RE4, RE5, RE7, RE70, RE8, RE80, RB31, RB41, RB61, RB81 | Ja, nördliche Bahnsteigenden, östliches Ende der Wandelhalle / Kirchenallee | Zentraler Omnibusbahnhof Hamburg, Kunsthalle, Museum für Kunst und Gewerbe, Deutsches Schauspielhaus, Ohnsorg-Theater                                                           | Hauptbahnhof                        |
| Heimfeld (TU Hamburg) (AHFS) 53° 27′ 56″ N, 9° 57′ 46″ O              | 5. Aug. 1984     | Harburg                             | 4  | Harburger S-Bahn                                           | S3 S5       |                                                                  | Ja                                                                          | TU Hamburg | Heimfeld                            |
| Hochkamp (AHPS) 53° 33′ 41″ N, 9° 50′ 31″ O                           | 29. Jan. 1908    | Altona                              | 4  | Blankeneser Bahn                                           | S1          |                                                                  | Ja                                                                          | | Hochkamp                            |
| Hoheneichen (AHCH) 53° 38′ 8″ N, 10° 4′ 5″ O                          | 12. März 1924    | Wandsbek                            | 4  | Alstertalbahn                                              | S1          |                                                                  | Ja                                                                          | | Hoheneichen                         |
| Holstenstraße (AHST) 53° 33′ 43″ N, 9° 56′ 57″ O                      | 1. Okt. 1907     | Altona                              | 4  | Verbindungsbahn                                            | S2 S5       |                                                                  | Ja                                                                          | Holsten-Brauerei, Neue Flora | Holstenstraße                       |
| Horneburg (AHOG) 53° 30′ 32″ N, 9° 34′ 35″ O                          | 9. Dez. 2007     | Horneburg                           | 5  | Niederelbebahn                                             | S5          | RE5                                                              | Ja                                                                          | | Horneburg                           |
| Iserbrook (AIS) 53° 34′ 35″ N, 9° 48′ 53″ O                           | 31. Okt. 1950    | Altona                              | 6  | Blankeneser Bahn                                           | S1          |                                                                  | Ja                                                                          | | Iserbrook                           |
| Jungfernstieg (AJUS) 53° 33′ 8″ N, 9° 59′ 37″ O                       | 1. Juni 1975     | Hamburg-Mitte                       | 4  | City-S-Bahn                                                | S1 S3       | U1 U2 U4                                                         | Nein (nur die U-Bahn)                                                       | Jungfernstieg, Binnenalster, Rathaus, Alsterarkaden, Bucerius Kunst Forum | Jungfernstieg                       |
| Klein Flottbek (Botanischer Garten) (AFB) 53° 33′ 29″ N, 9° 51′ 38″ O | 29. Jan. 1908    | Altona                              | 4  | Blankeneser Bahn                                           | S1          |                                                                  | Ja                                                                          | Loki-Schmidt-Garten, Jenisch-Haus, Ernst-Barlach-Haus, Reitturnierplatz (Springderby)                                                                                           | Klein Flottbek (Botanischer Garten) |
| Königstraße (AKS) 53° 32′ 50″ N, 9° 56′ 34″ O                         | 21. Apr. 1979    | Altona                              | 4  | City-S-Bahn                                                | S1 S3       |                                                                  | Nein                                                                        | Bundesforschungsanstalt für Fischerei, Bundesanstalt für Landwirtschaft und Ernährung, Altonaer Fischmarkt, Fischauktionshalle                                                  | Königstraße                         |
| Kornweg (Klein Borstel) (AKWS) 53° 37′ 57″ N, 10° 3′ 16″ O            | 12. März 1924    | Hamburg-Nord                        | 6  | Alstertalbahn                                              | S1          |                                                                  | Ja                                                                          | | Kornweg                             |
| Krupunder (AKRS) 53° 36′ 57″ N, 9° 52′ 4″ O                           | 23. Sep. 1967    | Halstenbek                          | 4  | Kieler Bahn                                                | S3          |                                                                  | Ja                                                                          | | Krupunder                           |
| Landungsbrücken (ALAS) 53° 32′ 46″ N, 9° 58′ 15″ O                    | 1. Juni 1975     | Hamburg-Mitte                       | 4  | City-S-Bahn                                                | S1 S3       | U3                                                               | Ja, östliches Bahnsteigende Zugang Hafentor                                 | Landungsbrücken, St. Pauli-Elbtunnel, Stintfang, Hotel Hafen Hamburg, Bernhard-Nocht-Institut für Tropenmedizin, Bundesamt für Seeschifffahrt und Hydrographie, Jugendherberge  | Landungsbrücken                     |
| Landwehr (ALAN) 53° 33′ 40″ N, 10° 2′ 16″ O                           | 1. Okt. 1907     | Hamburg-Mitte Hamburg-Nord Wandsbek | 4  | Verbindungsbahn                                            | S1          |                                                                  | Ja                                                                          | | Landwehr                            |
| Langenfelde (ALST) 53° 34′ 47″ N, 9° 55′ 51″ O                        | 22. Feb. 1962    | Eimsbüttel                          | 4  | Kieler Bahn                                                | S3 S5       |                                                                  | Ja                                                                          | | Langenfelde                         |
| Mittlerer Landweg (AML) 53° 29′ 52″ N, 10° 7′ 54″ O                   | 1. Juni 1958     | Bergedorf                           | 4  | Berliner Bahn                                              | S2          |                                                                  | Ja                                                                          | | Mittlerer Landweg                   |
| Nettelnburg (ANTB) 53° 29′ 16″ N, 10° 10′ 52″ O                       | 28. Mai 1970     | Bergedorf                           | 4  | Berliner Bahn                                              | S2          |                                                                  | Ja                                                                          | | Nettelnburg                         |
| Neu Wulmstorf (ANWF) 53° 28′ 23″ N, 9° 47′ 18″ O                      | 9. Dez. 2007     | Neu Wulmstorf                       | 6  | Niederelbebahn                                             | S5          |                                                                  | Ja                                                                          | | Neu Wulmstorf                       |
| Neugraben (ANRS) 53° 28′ 27″ N, 9° 51′ 11″ O                          | 5. Aug. 1984     | Harburg                             | 3  | Harburger S-Bahn Niederelbebahn                            | S3 S5       |                                                                  | Ja                                                                          | | Neugraben                           |
| Neukloster (ANL) 53° 28′ 53″ N, 9° 38′ 22″ O                          | 9. Dez. 2007     | Buxtehude                           | 6  | Niederelbebahn                                             | S5          |                                                                  | Ja                                                                          | | Neukloster                          |
| Neuwiedenthal (ANWS) 53° 28′ 23″ N, 9° 52′ 38″ O                      | 5. Aug. 1984     | Harburg                             | 4  | Harburger S-Bahn                                           | S3 S5       |                                                                  | Ja                                                                          | | Neuwiedenthal                       |
| Ohlsdorf (AOPS) 53° 37′ 14″ N, 10° 1′ 54″ O                           | 1. Okt. 1907     | Hamburg-Nord                        | 4  | Alstertalbahn Flughafen-S-Bahn Verbindungsbahn             | S1          | U1                                                               | Ja                                                                          | Friedhof Ohlsdorf, Schwimmbad Ohlsdorf, JVA Fuhlsbüttel | Ohlsdorf                            |
| Othmarschen (AOH) 53° 33′ 33″ N, 9° 53′ 10″ O                         | 29. Jan. 1908    | Altona                              | 4  | Blankeneser Bahn                                           | S1          |                                                                  | Ja                                                                          | | Othmarschen                         |
| Ottensen (AAS O) 53° 33′ 34″ N, 9° 55′ 38″ O                          | 31. Mai 2023     | Altona                              | 5  | Blankeneser Bahn                                           | S1          |                                                                  | Ja                                                                          | | Ottensen                            |
| Pinneberg (APS) 53° 39′ 17″ N, 9° 47′ 54″ O                           | 23. Sep. 1967    | Pinneberg                           | 3  | Kieler Bahn                                                | S3          | RB61, RB71                                                       | Ja                                                                          | | Pinneberg                           |
| Poppenbüttel (APB) 53° 39′ 7″ N, 10° 5′ 38″ O                         | 12. März 1924    | Wandsbek                            | 5  | Alstertalbahn                                              | S1          |                                                                  | Ja                                                                          | Plattenhaus Poppenbüttel Alstertal-Einkaufszentrum | Poppenbüttel                        |
| Reeperbahn (ARES) 53° 32′ 58″ N, 9° 57′ 29″ O                         | 21. Apr. 1979    | Hamburg-Mitte                       | 4  | City-S-Bahn                                                | S1 S3       |                                                                  | Nein                                                                        | Reeperbahn, Große Freiheit, Spielbudenplatz mit St. Pauli Theater, Schmidt Theater und Operettenhaus, Helios Endo-Klinik Hamburg, Altonaer Fischmarkt um die Fischauktionshalle | Reeperbahn                          |
| Reinbek (ARBK) 53° 30′ 30″ N, 10° 15′ 10″ O                           | 1. Juni 1969     | Reinbek                             | 5  | Berliner Bahn                                              | S2          |                                                                  | Ja                                                                          | Rathaus Reinbek, Schloss Reinbek | Reinbek                             |
| Rissen (ARI) 53° 34′ 59″ N, 9° 45′ 9″ O                               | 20. Mai 1954     | Altona                              | 5  | Blankeneser Bahn                                           | S1          |                                                                  | Ja                                                                          | | Rissen                              |
| Rothenburgsort (AROP) 53° 32′ 19″ N, 10° 2′ 36″ O                     | 1. Juni 1958     | Hamburg-Mitte                       | 5  | Berliner Bahn                                              | S2          |                                                                  | Ja                                                                          | | Rothenburgsort                      |
| Rübenkamp (City Nord) (ARP) 53° 36′ 23″ N, 10° 1′ 59″ O               | 1. Okt. 1913     | Hamburg-Nord                        | 4  | Verbindungsbahn                                            | S1          |                                                                  | Ja                                                                          | Asklepios Klinik Barmbek | Rübenkamp                           |
| Stade (AST) 53° 35′ 46″ N, 9° 28′ 39″ O                               | 9. Dez. 2007     | Stade                               | 4  | Niederelbebahn                                             | S5          | RE5                                                              | Ja                                                                          | Altstadt mit Hansehafen und altem Salzkran, Schwedenspeicher-Museum, Freilichtmuseum auf der Insel, Heimatmuseum, Kreishaus                                                     | Stade                               |
| Stadthausbrücke (ASHS) 53° 32′ 59″ N, 9° 59′ 10″ O                    | 1. Juni 1975     | Hamburg-Mitte                       | 4  | City-S-Bahn                                                | S1 S3       |                                                                  | Ja                                                                          | Behörde für Wirtschaft und Arbeit, Fleetinsel | Stadthausbrücke                     |
| Stellingen (Arenen) (ASTS) 53° 35′ 23″ N, 9° 55′ 6″ O                 | 1. Juli 1966     | Eimsbüttel                          | 4  | Kieler Bahn                                                | S3 S5       |                                                                  | Ja                                                                          | Volksparkstadion, Barclays Arena | Stellingen                          |
| Sternschanze (ASST) 53° 33′ 49″ N, 9° 57′ 57″ O                       | 1. Okt. 1907     | Altona Hamburg-Mitte                | 3  | Verbindungsbahn                                            | S2 S5       | U3                                                               | nur S-Bahn, westlicher Zugang                                               | Schanzenviertel, Sternschanzenpark, Messe, Eisenbahn-Bundesamt Außenstelle Hamburg/Schwerin                                                                                     | Sternschanze                        |
| Sülldorf (ASDF) 53° 34′ 52″ N, 9° 47′ 50″ O                           | 14. Mai 1950     | Altona                              | 5  | Blankeneser Bahn                                           | S1          |                                                                  | Ja                                                                          | Süllberg | Sülldorf                            |
| Thesdorf (ATHS) 53° 38′ 40″ N, 9° 48′ 49″ O                           | 23. Sep. 1967    | Pinneberg                           | 4  | Kieler Bahn                                                | S3          |                                                                  | Ja                                                                          | | Thesdorf                            |
| Tiefstack (ATK) 53° 31′ 52″ N, 10° 3′ 57″ O                           | 1. Juni 1958     | Hamburg-Mitte                       | 5  | Berliner Bahn                                              | S2          |                                                                  | Ja                                                                          | Heizkraftwerk Tiefstack | Tiefstack                           |
| Veddel (BallinStadt) (AVLS) 53° 31′ 19″ N, 10° 0′ 49″ O               | 25. Sep. 1983    | Hamburg-Mitte                       | 4  | Harburger S-Bahn                                           | S3 S5       |                                                                  | Ja, südlicher Zugang, Busbahnhof                                            | Auswanderermuseum BallinStadt | Veddel (BallinStadt)                |
| Wandsbeker Chaussee (AWCH) Lage                                       | 1. Okt. 1907     | Wandsbek                            | 4  | Verbindungsbahn                                            | S1          | U1                                                               | Ja                                                                          | Einkaufsstraße Wandsbeker Chaussee | Wandsbeker Chaussee                 |
| Wedel (AWL) 53° 34′ 55″ N, 9° 42′ 18″ O                               | 20. Mai 1954     | Wedel                               | 5  | Blankeneser Bahn                                           | S1          |                                                                  | Ja                                                                          | Rathaus Wedel | Wedel                               |
| Wellingsbüttel (AWBS) 53° 38′ 28″ N, 10° 4′ 57″ O                     | 12. März 1924    | Wandsbek                            | 5  | Alstertalbahn                                              | S1          |                                                                  | Ja                                                                          | Alstertal-Museum | Wellingsbüttel                      |
| Wilhelmsburg (AWFS) 53° 29′ 53″ N, 10° 0′ 24″ O                       | 25. Sep. 1983    | Hamburg-Mitte                       | 4  | Harburger S-Bahn                                           | S3 S5       |                                                                  | Ja                                                                          | Behörde für Stadtentwicklung und Umwelt | Wilhelmsburg                        |
| Wohltorf (AWLF) 53° 31′ 14″ N, 10° 16′ 40″ O                          | 1. Juni 1969     | Wohltorf                            | 5  | Berliner Bahn                                              | S2          |                                                                  | Ja                                                                          | Tonteich | Wohltorf                            |